# Calle Chambers–World Trade Center (línea de la Octava Avenida)
Chambers Street–World Trade Center es una estación en la Línea de la Octava Avenida (IND) del metro de Nueva York. Se encuentra ubicada  entre la calle Chambers  y la calle Vesey en el Bajo Manhattan, por ella pasan los trenes A y E  (todo el tiempo), y los trenes C (todo el tiempo excepto a altas horas de la noche).
En el mapa actual publicado por la Autoridad Metropolitana de Transporte de Nueva York,  está indicada como dos estaciones separadas por la calle Chambers (donde paran los trenes A y C) y el Centro Mundial de Comercio por (donde paran los trenes E).
Al extremo sur del complejo está la salida para discapacitados a través de la estación PATH, al igual que algunas salidas con torniquetes (HEETs). Las puertas, rampas y estructura del Centro Mundial de Comercio que se conectan  a la estación sobrevivieron los ataques del 11 de septiembre de 2001. La estación no fue dañada pero si se cubrió de polvo durante el colapso de las torres gemelas del World Trade Center.

## Conexiones de Buses
- M20: a/desde Battery Park City o Lincoln Center vía West Street (S/B) o Eighth Avenue (N/B)
- M22: a/desde Chinatown o Battery Park City vía la Calle Chambers

## Arte público
Hay más de 300 mosaicos ensamblados en la estación, que forman la instalación Oculus que fuera realizada por Kristin Jones y Andrew Ginzel en 1998. Estos ojos fueron creados tomando como inspiración fotografías de ojos de cientos de neoyorquinos.
La obra que presenta en forma exquisita detalladas representaciones del ojo – una de las características más frágiles y  vulnerables del ser humano – brinda un sentido profundo de intimidad dentro de un espacio público. Juntas, las imágenes crean un sentido de unidad y fluidez: animando, orientando y humanizando la estación. Oculus te invita a un diálogo entre el sitio y a quienes pasan por allí.
La antigua estación del World Trade Center está situada en la esquina noreste del sitio. La estación fue inundada y cerrada al público después de los ataques del 11 de septiembre de 2001. El sitio fue dañado pero no destruido, y reabrió ocho meses después con los la Oculus casi intacta. Oculus fue reconocido como “un monumento inesperado” por el Wall Street Journal el 11 de septiembre de 2003.

## Puntos de interés
- Sitio del World Trade Center
- Iglesia de la Trinidad
- Church Street Post Office
- Battery Park City
- Brookfield Place anteriormente conocido como World Financial Center
- Winter Garden Atrium
- Century 21
- Millenium Hilton Hotel

## Incendio del 23 de enero de 2005
Alrededor de las 2:00 p. m. del 23 de enero de 2005, un incendio destruyó la planta de los cruces de rieles de la calle Chambers. Lo que causó una restricción del servicio A y una suspensión completa del servicio C. Específicamente, un tercio del número normal de los trenes A que funcionan. Algunos diarios le echaron la culpa a un indigente al tratar de mantenerse caliente, pero esa información no ha sido confirmada.
La C en Brooklyn (este de la calle Jay) fue reemplazada por una extensión del servicio V que funciona los días de semanas. La plataforma del segundo nivel de la línea de la Octava Avenida en la calle 50a solo funcionan con los servicios C, y fueron cerrados; el único servicio a  la calle 50 fue vía la Línea del Bulevar Queens del servicio (E) a la estación del primer nivel de la plataforma.
Adicionalmente, la A, en la cual había sido usado como vía expresa en la Línea de la Octava Avenida sur de la calle 168 (la terminal norte de la C), cambió a la calle local 145, sirviendo a las dos estaciones locales que previamente funcionaban con la C (155th Street y calle 163–Avenida Ámsterdam).
La A También usó la vía local en Brooklyn, sirviendo a todas las estaciones. Los viajes durante las horas pico del Servicio A  hasta la estación Rockaway Park–Calle 116 Beach fueron suspendidos en favor a la que siempre funcionaba Rockaway Park Shuttle.